# Panorama (더 카스의 음반)
| 전문가 평가                       | 전문가 평가 |
| 평가 점수                         | 평가 점수   |
| 출처                              | 점수        |
| --------------------------------- | ----------- |
| AllMusic                          | [ 2 ]       |
| Robert Christgau                  | B−          |
| The Encyclopedia of Popular Music | [ 4 ]       |
| Pitchfork                         | 8.0/10      |
| Rolling Stone                     | Not rated   |
| The Rolling Stone Album Guide     | [ 7 ]       |
| Spin Alternative Record Guide     | 2/10        |

《Panorama》는 1980년 8월 15일, 엘렉트라 레코드에 의해 발매된 미국의 뉴 웨이브 밴드 더 카스의 세 번째 스튜디오 음반이다. 이전 음반들과 마찬가지로 로이 토머스 베이커가 프로듀싱하고 엘렉트라 레코드에서 발매되었다.

## 배경
이 음반은 그룹의 이전 음반들의 업비트 팝 록과 하드 록과의 변화를 나타내며, 보다 공격적이고 실험적인 사운드를 나타냈다.  《빌보드》는 《Panorama》가 데뷔 음반에서 더 카스의 미니멀리즘 접근 방식을 유지했지만, 그룹이 자신의 캐리커처처럼 들리는 것을 피하기에 충분히 다르게 들렸다고 말했다.
《Panorama》는 빌보드 200에서 5위로 정점을 찍었고 미국 음반 산업 협회로부터 플래티넘 인증을 받았다. 음반의 리드 싱글인 〈Touch and Go〉는 빌보드 핫 100에서 37위에 올랐다.

## 곡 목록
모든 곡들은 특별한 언급이 없는 한 릭 오케이섹에 의해 작사/작곡하였다.
| #  | 제목                 | 리드 보컬   | 재생 시간 |
| -- | -------------------- | ----------- | --------- |
| 1. | 〈Panorama〉         | 오케이섹    | 5:42      |
| 2. | 〈Touch and Go〉     | 오케이섹    | 4:55      |
| 3. | 〈Gimme Some Slack〉 | 오케이섹    | 3:32      |
| 4. | 〈Don't Tell Me No〉 | 벤저민 오르 | 4:00      |
| 5. | 〈Getting Through〉  | 오케이섹    | 2:35      |

| #   | 제목                    | 리드 보컬      | 재생 시간 |
| --- | ----------------------- | -------------- | --------- |
| 6.  | 〈Misfit Kid〉          | 오케이섹       | 4:30      |
| 7.  | 〈Down Boys〉           | 오르           | 3:08      |
| 8.  | 〈You Wear Those Eyes〉 | 오르, 오케이섹 | 4:55      |
| 9.  | 〈Running to You〉      | 오르           | 3:22      |
| 10. | 〈Up and Down〉         | 오케이섹       | 3:31      |

## 인증
| 국가                       | 인증     | 판매량/출하량 |
| -------------------------- | -------- | ------------- |
| 미국 (RIAA)                | 플래티넘 | 1,000,000^    |
| ^출하량을 기반으로 한 인증 |          |               |